# Purpurkremla
Purpurkremla (Russula atropurpurea) är en svampart som först beskrevs av Julius Vincenz von Krombholz, och fick sitt nu gällande namn av Max Britzelmayer 1893. Russula atropurpurea ingår i släktet kremlor och familjen kremlor och riskor.   Inga underarter finns listade i Catalogue of Life.
I den svenska databasen Dyntaxa används istället namnet Russula undulata för samma taxon.  Arten är reproducerande i Sverige.

## Källor

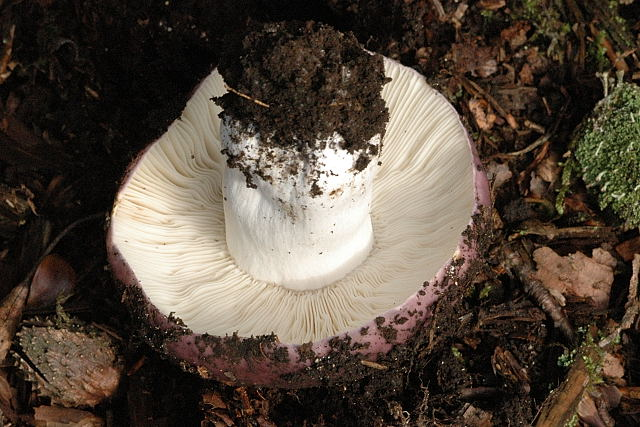